# Казадезюс, Анри
Анри́ Гюста́в Казадезю́с (фр. Henri-Gustave Casadesus; 30 сентября 1879, Париж, Третья французская республика — 31 мая 1947, Париж, Четвёртая французская республика) — французский композитор, альтист и исполнитель на виоле д’амур, музыковед. Один из основателей аутентичного движения во Франции.

## Биография
Анри Казадезюс — член обширной музыкальной семьи Казадезюсов, дядя видного французского пианиста Робера Казадезюса, отец скрипачки Катрины Годен-Казадезюс и актрисы Жизель Казадезюс.
В 1899 г. окончил Парижскую консерваторию. В 1901 г. совместно с Сен-Сансом основал в Париже «Концертное общество старинных инструментов» (фр. Société de concerts des instruments anciens) и стал одним из наиболее активных его участников. Общество, просуществовавшее до 1939 г., занималось организацией концертов на «старинных инструментах» (эпохи барокко) по всему миру, в том числе оркестр гастролировал в России (1908) и в США. В 1910—1917 гг. играл на альте в струнном квартете Люсьена Капе. Руководил оперным театром в Льеже и парижским театром «Gaîté-Lyrique».
Всю жизнь занимался собиранием (оригинальных) старинных инструментов; ныне его коллекция находится в музее Бостонского симфонического оркестра.

## Творчество
Творческое наследие Анри Казадеюса включает оперетты («Le Rosier», «Sans tambour, ni trompette», «La petite-fille de madame Angot», «Cotillon III»), балеты («Jardin des amours», «Récréations de la campagne», «Suite florentine»), песни, киномузыку («Le crime du chemin rouge», 1933; «Les mystères de Paris», 1943; «Paris-New-York», 1940 и др.), сочинения в других жанрах. Его «Посвящение Шоссону» для скрипки и фортепиано записал на пластинку Зино Франческатти.
В одиночку и совместно с братом, скрипачом и композитором Мариусом Казадезюсом (1892—1981) сочинил несколько ловких музыкальных мистификаций барочной и классической музыки, которые пользовалась популярностью у видных исполнителей. Его «альтовый концерт h-moll Генделя» — У. Примроуз. Особую популярность приобрёл «альтовый концерт D-dur К. Ф. Э. Баха», который исполняли Мийо (как дирижёр), Кусевицкий и Орманди. Перу Анри Казадезюса также принадлежат «виолончельный концерт c-moll И. К. Баха» и «генделевская» концертная симфония для виолы д’амур и контрабаса. Однако известный «концерт для скрипки с оркестром D-dur Аделаида Моцарта», записанный Менухиным, сочинён, видимо, не Анри Казадезюсом, а братом Мариусом.
Анри Казадезюс также автор ряда музыковедческих статей, посвящённых (барочному инструменту) виоле д’амур, и школы игры на этом инструменте («Méthode de la viole d’amour», не опубликована).